# Plabennec
 Plabennec  (en bretón Plabenneg) es una población y comuna francesa, situada en la región de Bretaña, departamento de Finisterre, en el distrito de Brest y cantón de Plabennec.

## Demografía
| 4389 | 4484 | 5168 | 6435 | 6600 | 6997 |
| Para los censos de 1962 a 1999 la población legal corresponde a la población sin duplicidades (Fuente: INSEE [Consultar]) |      |      |      |      |      |